# Сушкина, Надежда Николаевна
Наде́жда Никола́евна Су́шкина (урожд. Попова, 1889—1975) — советский учёный почвовед-микробиолог, ведущий специалист в области биологии и микробиологии почв, доктор биологических наук, профессор. Лауреат Премии имени В. Р. Вильямса ВАСХНИЛ (1973).

## Биография
Родилась 22 июля 1889 года в городе Алатырь Симбирской губернии.
С 1905 по 1910 год обучалась на естественном отделении Московских высших женских курсов. С 1910 по 1919 год на научно-педагогической работе в Харьковском медицинском институте.
С 1919 по 1921 год преподавала на биологическом факультете Таврического университета. С 1921 по 1929 год на научно-исследовательской работе в Ленинградском зоологическом музее АН СССР в качестве научного сотрудника. С 1929 года на научно-исследовательской работе в Почвенном институте имени В. В. Докучаева АН СССР.
С 1942 года одновременно с научной занималась и педагогической работой на геолого-почвенном факультете Московского государственного университета: с 1942 по 1953 год в качестве профессора кафедры почвоведения, одновременно с 1943 года — заведующая микробиологической лаборатории, читала курс лекций по вопросам почвенной микробиологии. С 1953 по 1975 год являлась организатором и первой заведующей кафедры биологии почв, являющейся первой подобной кафедры в Советском Союзе.

### Научно-педагогическая деятельность и вклад в науку
Основная научно-педагогическая деятельность Н. Н. Сушкиной была связана с вопросами в области почвоведения и микробиологии. Н. Н. Сушкина занималась исследованиями в области первичного почвообразовательного процесса, изучения по распространению в почвах азотфиксирующих бактерий, которые принадлежали к типовому виду Azotobacter chroococcum. Н. Н. Сушкина занималась исследованиями природной зоны на территории СССР с различными типами почвообразования, в итоге этих исследований ей было сформулировано основное положение о том, что распространение азотобактера в почвах зависит от гидрологических, гидротермических и геоморфологических факторов почвообразования. Под научным руководством Н. Н. Сушкиной впервые была дана количественная оценка о влиянии микроорганизмов на гранулометрический состав природных образований. Н. Н. Сушкина являлась членом Союза советских обществ дружбы с зарубежными странами.
В 1934 году без защиты диссертации ей была присвоена учёная степень кандидат биологических наук, в 1940 году защитила диссертацию на соискание учёной степени доктор биологических наук по теме: «Эколого-географическое распространение азотобактера в почвах СССР». В 1942 году ей присвоено учёное звание профессор. Н. Н. Сушкиной было написано более пятидесяти научных трудов, в том числе две монографии, а также научных статей и публикаций опубликованных в ведущих научных журналах, в том числе в журнале АН СССР — «Почвоведение».

## Основные труды
- Эколого-географическое распространение азотобактера в почвах СССР / Н. Н. Сушкина ; Акад. наук СССР. — Москва ; Ленинград : Изд. и 2-я тип. Изд-ва Акад. наук СССР в М., 1949. — 252 с.
- Невидимая жизнь в почве. — Москва ; Ленинград : Изд-во Акад. наук СССР, 1939 (Москва). — 64 с.
- Путешествие на остров Тюлений: Морские котики и птичьи базары. — Москва : Изд-во Акад. наук СССР, 1954. — 88 с.
- Два лета в Арктике. — Москва : Изд-во Акад. наук СССР, 1957. — 176 с.
- У древних памятников: Путешествие по Китаю. — Москва : Географгиз, 1959. — 87 с.
- На пути вулканы, киты, льды. — Москва : Географгиз, 1962. — 159 с.
- Там, где шумит океан и царит вечное лето. — Москва : Наука, 1971. — 165 с.
- Микрофлора и первичное почвообразование: (Роль лучистых грибков класса Actinomy cetes) / Н. Н. Сушкина, И. Г. Цюрупа. — Москва : Изд-во Моск. ун-та, 1973. — 158 с[4]

## Награды
- Премия имени В. Р. Вильямса ВАСХНИЛ (1973)[5]

## Семья
- Супруг — академик П. П. Сушкин (1868—1928)